# دستور اليونان
دستور اليونان (باليونانية: Σύνταγμα سينتاجما) يعد القانون الأسمى في اليونان. وقد اعتمد الدستور اليوناني الحالي سنة 1975 ودخل حيز التنفيذ في نفس العام.

## لمحة
يكفل الدستور عددا كبيرا من الحقوق الفردية والاجتماعية، ويحدد شكل الحكومة بوصفها حكومة ديمقراطية برلمانية رئاسية، وينص على الفصل بين السلطات التشريعية والتنفيذية والقضائية للحكومة.
ويمارس البرلمان ورئيس الجمهورية، وهو رئيس الدولة، السلطة التشريعية، حيث يسن البرلمان القوانين التي يصدرها الرئيس.
تناط السلطة التنفيذية لرئيس الجمهورية والحكومة.
يحدد الدستور صلاحيات رئيس الجمهورية وشكل الحكومة وصلاحياتها، وتتكون الحكومة من رئيس الوزراء ووزراء الحكومة، غير أن مسؤوليات الرئيس محدودة.
وتمارس السلطة القضائية من جانب ثلاث فئات من المحاكم ذات الاختصاصات المدنية والجنائية والإدارية.
ويستند النظام القانوني اليوناني على القانون الروماني ويعكس تأثره بشكل خاص بالقانونين الألماني والفرنسي.

### السياق
يتألف الدستور اليوناني من 120 مادة في 4 أجزاء:
- الجزء الأول (المواد 1-3)، والأحكام الأساسية، ويحدد اليونان كجمهورية برلمانية ديمقراطية رئاسية.

ينص في المادة الأولي أن المذهب الرسمي للأمة اليونانية هو مذهب الكنيسة الأرثوذكسية الشرقية، وفي المادة 47 من الدستور كل من يعتلي عرش اليونان يجب أن يكون من اتباع الكنيسة الأرثوذكسية الشرقية.
- الجزء الثاني (المواد 4-25) يتعلق بالحقوق الفردية والاجتماعية، التي تعزز الحماية والحقوق الفردية بعد مراجعة 2001، وأحكام جديدة تنظم موضوعات مثل حماية البيانات الشخصية واختصاص بعض السلطات المستقلة.
- الجزء الثالث (المواد 26-105) يصف ويحدد وينظم وظيفة من وظائف الدولة. وفي المادة 28 يدمج رسميا القوانين الدولية والاتفاقيات الدولية في القانون اليوناني.
- ويضم الجزء الرابع (المواد 106-120) أحكاما خاصة ونهائية ومؤقتة.

## التعديلات والتنقيحات
تم تنقيح دستور اليونان ثلاث مرات منذ اعتماده ودخوله خيز التنفيد، وذلك في الأعوام التالية: 1986 و2001 و2008.
يعود التاريخ الدستوري لليونان إلى حرب الاستقلال اليونانية (1821-1832)، حيث تم اعتماد أول ثلاثة دساتير يونانية ثورية. يدعى ميدان (سينتاجما بلتي, Syntagmatos,Σύνταγμα ) في أثينا بعد اعتماد أول دستور للبلاد في تاريخ الدولة اليونانية الحديثة.

## الهياكل السياسية
اليونان جمهورية برلمانية ديموقراطية رئاسية، يتزعمها رئيس. يقوم رئيس اليونان في الغالب بإجراء المراسم، بينما يحظى رئيس الوزراء بالسلطة الحقيقية.
يُمثل مجلس الوزراء المكوَّن من رئيس الوزراء والوزراء السلطة التنفيذية، وهو الذي يقوم بتوجيه السياسة العامة للحكومة. ويُعيِّن الرئيس الوزراء، حسب توصيات رئيس الوزراء.
يَنتخب البرلمان اليونانيّ الرئيس لمدة خمس سنوات، ويُعيّن الرئيس رئيس الوزراء الذي يجب أن يحصُل على ثقة البرلمان. ويكون رئيس الوزراء عادة زعيم الحزب الحاصل على أغلبية المقاعد في البرلمان.
تصدر القوانين من البرلمان، ويتكون البرلمان من 300 نائب، يُنتخبون لمدة أربع سنوات.

### الحكومة المحلية
قُسمت اليونان إلى 51 قسمًا إداريًا، بالإضافة إلى جبل أثوس، الذي يحكمه الرهبان حكمًا ذاتيًا. وتعين الحكومة حاكماً لكل قسم لمدة ثلاث سنوات، ويعمل الحاكم على حفظ الأمن، وإدارة الخدمات المدنية، وجمع الضرائب. وتتكوّن الأقسام من 147 منطقة إدارية صغيرة. وتتكون حكومة المدن والبلديات والقرى من رئيس تنفيذيّ ـ محافظ أو رئيس ـ وأعضاء المجلس المنتخبين.

## السلطة التشريعية
اليونان ينتخب المجلس التشريعي بالاقتراع العام لجميع المواطنين الذين تزيد أعمارهم عن 18 عاما. البرلمان اليوناني (Βουλή των Ελλήνων) يضم 300 عضوا ينتخبون لمدة أربع سنوات من خلال نظام التمثيل النسبي في تعزيز دائرة انتخابية متعددة المقاعد 48، 8 الدوائر ذات المقعد الواحد وقائمة واحدة على الصعيد الوطني. ويتم تحديد 288 من المقاعد ال 300 دائرة انتخابية من خلال التصويت، وكان الناخبون قد حدد للمرشح أو مرشحين من اختيارهم عن طريق وضع علامة على اسم الاقتراع الحزب. يتم ملء 12 مقعدا المتبقية من قوائم الحزب الوطني على أساس من أعلى إلى أسفل، واستنادا إلى نسبة من إجمالي الأصوات حصل كل طرف. اليونان يستخدم مجمع عزز نظام التمثيل النسبي الانتخابي الذي يشجع الأحزاب المنشقة ويجعل أغلبية برلمانية ممكنة حتى لو كان الحزب القائد يقصر من أغلبية الأصوات الشعبية. بموجب القانون الانتخابي الحالي، أي يجب أن يحصل حزب واحد على الأقل 3 ٪ في عدد الأصوات على الصعيد الوطني لانتخاب أعضاء البرلمان (ما يسمى "عتبة 3 ٪"). شريطة أن القانون في شكله الحالي تفضل الماضي لأول مرة حزب آخر لتحقيق المطلقة (151 مقعدا في البرلمان) الأغلبية، يتلقى 41 ٪ + صوت على الصعيد الوطني. وتوصف هذه لتعزيز الاستقرار الحكومي. يمكن تغيير القانون الانتخابي من قبل أغلبية برلمانية بسيطة، ولكن تغيير القانون بحيث يصبح فقط القسري في الانتخابات المقبلة بعد واحد، ما لم يتم التصويت عليه من قبل البرلمان اليوناني بغالبية ⅔ من مجموع عدد النواب.

## وصلات خارجية
- Greek Politics Specialist Group (GPSG) of the UK's Political Studies Association
- Official website of the Prime Minister of Greece
- Greek Politics Community Forums